# Tormenta (livro)
Tormenta - O governo Bolsonaro: crises, intrigas e segredos é um livro da jornalista Thaís Oyama que trata dos bastidores dos primeiros anos do governo Bolsonaro.
Em seu livro, a autora Thaís Oyama indicou uma relação contenciosa entre Sergio Moro (então Ministro da Justiça) e o Presidente Jair Bolsonaro a partir de setembro de 2019, inclusive afirmando que o Presidente pretendia demitir o Ministro  - que apenas alguns meses depois da publicação do livro, viria a pedir sua própria exoneração, em meio a insinuações de interferência política por parte do Presidente da República nas instituições de Estado. Outros temas controvertidos que são abordados pela publicação dizem respeito à relação entre o Presidente Jair e seu filho Carlos, bem como a suposta relação da família Bolsonaro com o assassinato da vereadora Marielle Franco, a qual a jornalista avaliou como "uma fantasia".
O Presidente Jair Bolsonaro e o chefe do GSI, Augusto Heleno, criticaram duramente as informações constantes no livro, inclusive desqualificando sua autora em nível pessoal. A jornalista, entretanto, declarou ter ficado lisonjeada com os ataques recebidos.